# Суфле
Суфле (на френски: soufflé) е печиво от френската кухня, което се прави с яйчни жълтъци и разбити на сняг белтъци. Може да се комбинира с разнообразни други продукти и да се поднася като солено основно ястие или като десерт. Думата суфле е причастие на френския глагол souffler, който означава „дишам“, „духам“ или „бухвам“.

## История
Най-ранното споменаване на суфлето се приписва на френския майстор-готвач Винсен Ла Шапел от началото на XVIII век. Разработването и популяризирането на рецептата обикновено се приписва на френския готвач Мари-Антоан Карем от началото на XIX век.

## Продукти и начин на приготовление
Суфлетата типично се приготвят от две основни съставки:
- основа от ароматизиран млечно-яйчен крем, бешамел или друг сос, или пюре,
- яйчни белтъци, разбити на сняг.

Основата придава вкуса, а белтъците придават „въздушността“, пухкавостта на суфлето. Продуктите, които обичайно се използват за овкусяване на основата, включват билки, сирена и зеленчуци за солените суфлета, и сладко, плодове, шоколад, банан и лимон за сладките суфлета.
Суфлетата като цяло се пекат в отделни формички от хартия за печене, силикон, тефлон и т.н., като стените на формичката може да се намаслят с тънък слой масло, за да се предотврати залепването на суфлето по стените на съда. В добавка към маслото, в зависимост от рецептата, може да се добави захар, хлебни трохи или настърган пармезан във формичката – според някои рецепти, така суфлето бухва по-лесно.
След като се изпече, докато е горещо, суфлето трябва да е бухнало и пухкаво, но по правило след 5 – 10 минути височината му спада. Може да се поднесе полято със сос, например сладък десертен сос, или с топка сладолед или сорбе.

## Вариации
Съществуват разнообразни солени и сладки варианти на суфлето. Солените вариации често включват сирена и зеленчуци като спанак, морков и билки, и понякога може да съдържа пилешко, бекон, шунка или морски дарове. Сладките вариации могат да бъдат базирани на шоколадов или плодов сос и често се поднасят посипани с пудра захар.